# Moa Hjelmer
Moa Hjelmer (née le 19 juin 1990) est une athlète suédoise spécialiste du 200 mètres et du 400 mètres, championne d'Europe du 400 m en 2012 à Helsinki.

## Carrière
Moa Hjelmer se classe 3e sur 400 mètres en 54 s 01 lors des Championnats d'Europe junior d'athlétisme 2009 derrière l'Ukrainienne Yuliya Baraley et la Russe Liliya Gafiyatullina. En août 2010, elle termine avec ses coéquipières du relais 4 x 100 m à la 7e place des championnats d'Europe de Barcelone, en 43 s 75. L'équipe sera finalement reclassée 6e à la suite de la disqualification pour dopage de l'équipe de Russie.
En 2011, elle remporte une autre médaille de bronze, sur 200 m cette fois, aux championnats d'Europe espoirs à Ostrava en 23 s 24. Elle est devancée par l'Ukrainienne Darya Pizhankova et la Polonaise Anna Kiełbasińska. À la suite de la disqualification pour dopage de Pizhankova à l'issue d'un test positif lors des championnats, elle reçoit rétroactivement la médaille d'argent,. Le 14 août, à Gävle, elle bat le record de Suède du 400 m en 51 s 58, améliorant de 1,76 secondes son ancien record personnel
. Sélectionnée pour ses premiers championnats du monde senior à l'occasion des mondiaux 2011 de Daegu, elle atteint les demi-finales où elle réalise 52 s 39.
En mars 2012, lors des championnats du monde en salle d'Istanbul, elle termine à la 4e place de sa demi-finale en 52 s 29, record de Suède en salle, et échoue à se qualifier pour la finale,.
Le 13 décembre 2013, elle annonce être enceinte de son premier enfant, et faire ainsi l'impasse sur la saison 2014
En 2014, elle met sa carrière entre parenthèses pour avoir son premier enfant, une fille. Après un retour encourageant sur 200 m en 2015 en 23 s 29 (record à 23 s 20), elle met de nouveau une pause dans sa reprise avec une seconde maternité en 2016 où elle accouche de son second enfant, un garçon, en février 2017.
Elle reprend très rapidement les compétitions, signant 24 s 68 sur 200 m et 57 s 40 sur 400 m en juillet suivant.
Le 23 novembre 2017, dans la vague du mouvement #MeToo, Moa Hjelmer révèle sur Instagram avoir été violée par un autre athlète en 2011 lors de la traditionnelle rencontre des Finnkampen, compétition annuelle opposant la Finlande et la Suède.

## Palmarès
| Date | Compétition                       | Lieu      | Résultat | Épreuve   | Temps         |
| ---- | --------------------------------- | --------- | -------- | --------- | ------------- |
| 2009 | Championnats d'Europe juniors     | Novi Sad  | 3e       | 400 m     | 54 s 01       |
| 2010 | Championnats d'Europe             | Barcelone | 6e       | 4 × 100 m | 43 s 75       |
| 2011 | Championnats d'Europe espoirs     | Ostrava   | 2e       | 200 m     | 23 s 24       |
| 2012 | Championnats d'Europe             | Helsinki  | 1re      | 400 m     | 51 s 13       |
| 2013 | Championnats d'Europe en salle    | Göteborg  | 3e       | 400 m     | 52 s 16       |
| 2013 | Championnats d'Europe en salle    | Göteborg  | 6e       | 4 x 400 m | 3 min 36 s 17 |
| 2013 | Championnats d'Europe par équipes | Dublin    | 3e       | 200 m     | 23 s 88       |
| 2013 | Championnats d'Europe par équipes | Dublin    | 3e       | 400 m     | 52 s 89       |
| 2019 | Championnats d'Europe par équipes | Bydgoszcz | 8e       | 400 m     | 53 s 10       |

## Records
| Épreuve    | Performance  | Lieu     | Date            |
| ---------- | ------------ | -------- | --------------- |
| 200 mètres | 23 s 20      | Ostrava  | 16 juillet 2011 |
| 400 mètres | 51 s 13 (NR) | Helsinki | 29 juin 2012    |

| Épreuve    | Performance  | Lieu       | Date            |
| ---------- | ------------ | ---------- | --------------- |
| 200 mètres | 23 s 32      | Norrköping | 17 février 2013 |
| 400 mètres | 52 s 04 (NR) | Göteborg   | 3 mars 2013     |